# Giuseppe Elena

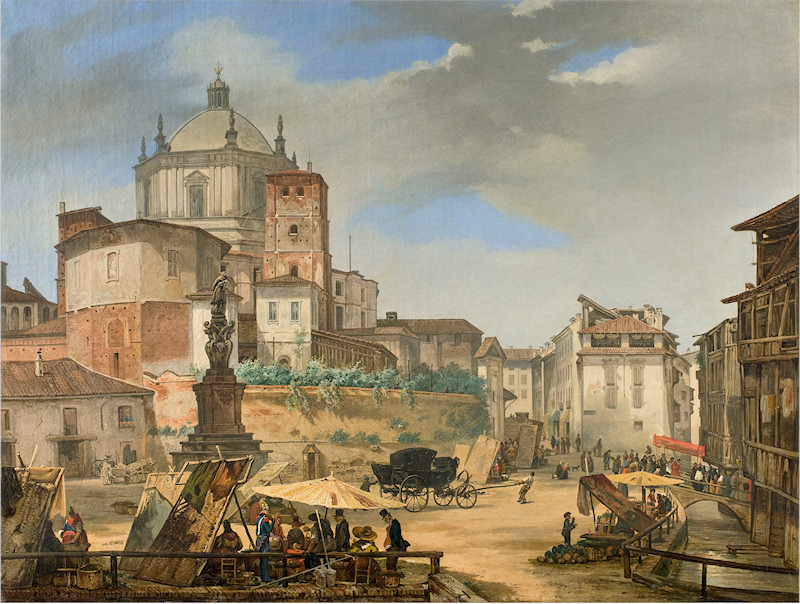
Veduta della piazza della Vetra in Milano, 1833 (Fondazione Cariplo)

Giuseppe Elena (Codogno, 2 luglio 1801 – Milano, 25 febbraio 1867) è stato un incisore italiano.

## Biografia
Abbandonati gli studi seminariali per dedicarsi interamente alla pittura, a partire dagli anni Venti frequenta l'Accademia di Belle Arti di Brera dove si distingue per l'attività di miniatore e per il premio di seconda classe di Figura nel 1826. Nel 1827 ottiene la licenza per aprire una stamperia litografica, cui si dedica da autodidatta, forse sulla spinta del nascente interesse per la tecnica incisoria diffusosi rapidamente all'Accademia di Brera. Ma la stamperia cessa la sua attività nel 1831 a fronte di una pressante concorrenza e l'artista continua a lavorare presso altri editori. Si esercita nella riproduzione di opere di celebri artisti del suo tempo ed esegue in incisione vedute della Lombardia riprese dal vero. Gli stessi soggetti – vedute cittadine e scene di genere – sono riproposti nel suo repertorio pittorico, che presenta alle Esposizioni di Belle Arti di Brera dal 1833. Dal 1841 si dedica alla critica d'arte e, tra il 1858 e il 1859, collabora come caricaturista al periodico milanese "L'uomo di pietra".